# Unterkatzbach (Guteneck)
Unterkatzbach ist ein Gemeindeteil der Gemeinde Guteneck im Landkreis Schwandorf (Oberpfalz, Bayern).

## Geographie
Das Dorf liegt in der Gemarkung Unteraich etwa 1,5 km südlich des Kernortes Guteneck im mittleren Oberpfälzer Wald. Westlich verläuft die Kreisstraße SAD 38. Unterkatzbach liegt am Katzbach, der etwa 8 km nördlich in der Nähe des 622 m hohen Katzsteins in der Gemarkung Gleiritsch entspringt und ungefähr 3 km weiter südlich bei Willhof in die Schwarzach mündet.
Im Ort befindet sich ein denkmalgeschütztes Schauerkreuz aus dem 19. Jahrhundert.